# President’s Cup 2013
Der President’s Cup 2013 war ein Tennisturnier der ATP Challenger Tour 2013 für Herren und ein Tennisturnier des ITF Women’s Circuit 2013 für Damen in Astana. Sie fanden zeitgleich vom 20. bis zum 28. Juli 2013 statt.